# Alla Simonenko
Alla Nikolaïevna Simonenko (en russe : Алла Николаевна Симоненко ; 1935-1984) est une astronome soviétique, spécialiste des petits corps dans le système solaire, tels les astéroïdes.
Ses contributions principales à l'astronomie impliquent le processus de fragmentation des météoroïdes, la distribution des radiants de météores, le flux de l'apport météorique à la Terre ainsi que la dynamique des orbites d'astéroïdes.
Elle est l'auteur de deux livres sur les astéroïdes.

## Honneurs
Le cratère vénusien Simonenko a été nommé en son honneur , ainsi que l'astéroïde (4280) Simonenko.